# Koš-Agač
Koš-Agač (in russo Кош-Агач?) è un selo della Repubblica Autonoma dell'Altaj, nella Russia asiatica, capoluogo del Koš-Agačskij rajon.

## Clima
| Koš-Agač (1991-2020) Fonte: | Mesi         | Mesi         | Mesi         | Mesi         | Mesi         | Mesi        | Mesi        | Mesi        | Mesi         | Mesi         | Mesi         | Mesi         | Stagioni | Stagioni | Stagioni | Stagioni | Anno  |
| Koš-Agač (1991-2020) Fonte: | Gen          | Feb          | Mar          | Apr          | Mag          | Giu         | Lug         | Ago         | Set          | Ott          | Nov          | Dic          | Inv      | Pri      | Est      | Aut      | Anno  |
| --------------------------- | ------------ | ------------ | ------------ | ------------ | ------------ | ----------- | ----------- | ----------- | ------------ | ------------ | ------------ | ------------ | -------- | -------- | -------- | -------- | ----- |
| T. max. media (°C)          | −20,6        | −14,6        | −2,9         | 8,2          | 14,6         | 20,7        | 22,4        | 20,4        | 14,1         | 4,9          | −8,2         | −17,8        | −17,7    | 6,6      | 21,2     | 3,6      | 3,4   |
| T. media (°C)               | −27,3        | −22,6        | −10,5        | 1,0          | 7,4          | 13,5        | 15,3        | 13,1        | 6,6          | −2,2         | −14,7        | −24,0        | −24,6    | −0,7     | 14,0     | −3,4     | −3,7  |
| T. min. media (°C)          | −32,1        | −28,5        | −17,0        | −5,3         | 0,6          | 6,7         | 9,1         | 6,4         | −0,4         | −8,3         | −19,8        | −28,5        | −29,7    | −7,2     | 7,4      | −9,5     | −9,8  |
| T. max. assoluta (°C)       | 1,5 (1979)   | 4,3 (1998)   | 14,9 (1977)  | 24,9 (2018)  | 28,2 (2004)  | 30,6 (2012) | 33,2 (2004) | 31,2 (1972) | 27,3 (2014)  | 19,4 (1990)  | 8,9 (1963)   | 2,9 (1989)   | 4,3      | 28,2     | 33,2     | 27,3     | 33,2  |
| T. min. assoluta (°C)       | −55,1 (1940) | −50,9 (1936) | −47,9 (1936) | −34,0 (1939) | −13,8 (1946) | −6,5 (1942) | −2,2 (1940) | −6,2 (1938) | −23,9 (1968) | −32,3 (1940) | −46,7 (1954) | −51,2 (1947) | −55,1    | −47,9    | −6,5     | −46,7    | −55,1 |
| Precipitazioni (mm)         | 3            | 1            | 1            | 4            | 9            | 22          | 35          | 28          | 7            | 5            | 6            | 3            | 7        | 14       | 85       | 18       | 124   |